# 여상 (양양)
여상(呂常, ? ~ ?)은 중국 후한 말 조조 휘하의 무장이다. 번성 전투에서 관우를 상대로 악천후까지 견뎌내며 양양성을 지켜냈다.

## 생애
219년(건안 24년), 관우가 북상하여 번성과 양양성을 포위하였다. 여상은 많은 비가 쏟아져 한수가 범람하는 와중에도 양양성을 끝까지 수호해냈다. 이외의 행적은 기록이 없어 알 수 없다.

## 삼국지연의
사서가 아닌 소설 《삼국지연의》에서는 번성을 수비하던 조인의 부장으로 등장한다. 조인이 만총의 농성 진언에도 불구하고 하후존과 적원의 의견을 채택해 출성했다가 관우의 유인책에 말려들어 전력만 손실한다. 관우는 양양을 점령하고 한수를 건너온다. 만총은 여전히 굳게 지키자고만 하는데 여상이 분연히 나서, 강가로 출격하고 싶다며 수천 명을 달라고 한다. 만총이 불가하다고 간언하자 여상이 맞받아치기를, “그대들 문관의 말에 따라 단지 웅크리고만 있으면 어떻게 적을 격퇴하겠소? ‘적이 반쯤 도하했을 때 공격하라’는 병법 구절도 듣지 못했단 말이오? 관우군이 강을 건너고 있는데 어떻게 공격도 안 해보겠소? 적이 성 밑 해자에 이르는 것이야말로 막기에 버거울 것이오.”라고 한다. 조인이 즉각 여상에게 2,000명을 붙여준다. 여상이 강변으로 나아가 관우군과 격돌하려 하는데 정작 군사들은 관우의 신과 같은 늠름한 위엄을 목격하고는 싸우기도 전에 도망부터 간다. 여상이 암만 소리쳐봐도 제지할 수 없다. 관우가 그대로 들이치니 여상군은 태반을 잃은 채 번성으로 패주한다. 여상 본인의 생사는 알 수 없으며 이후 등장하지 않는다.

## 참고 문헌
- 《삼국지》17권 위서 제17 서황